# Provincia de Kadavu

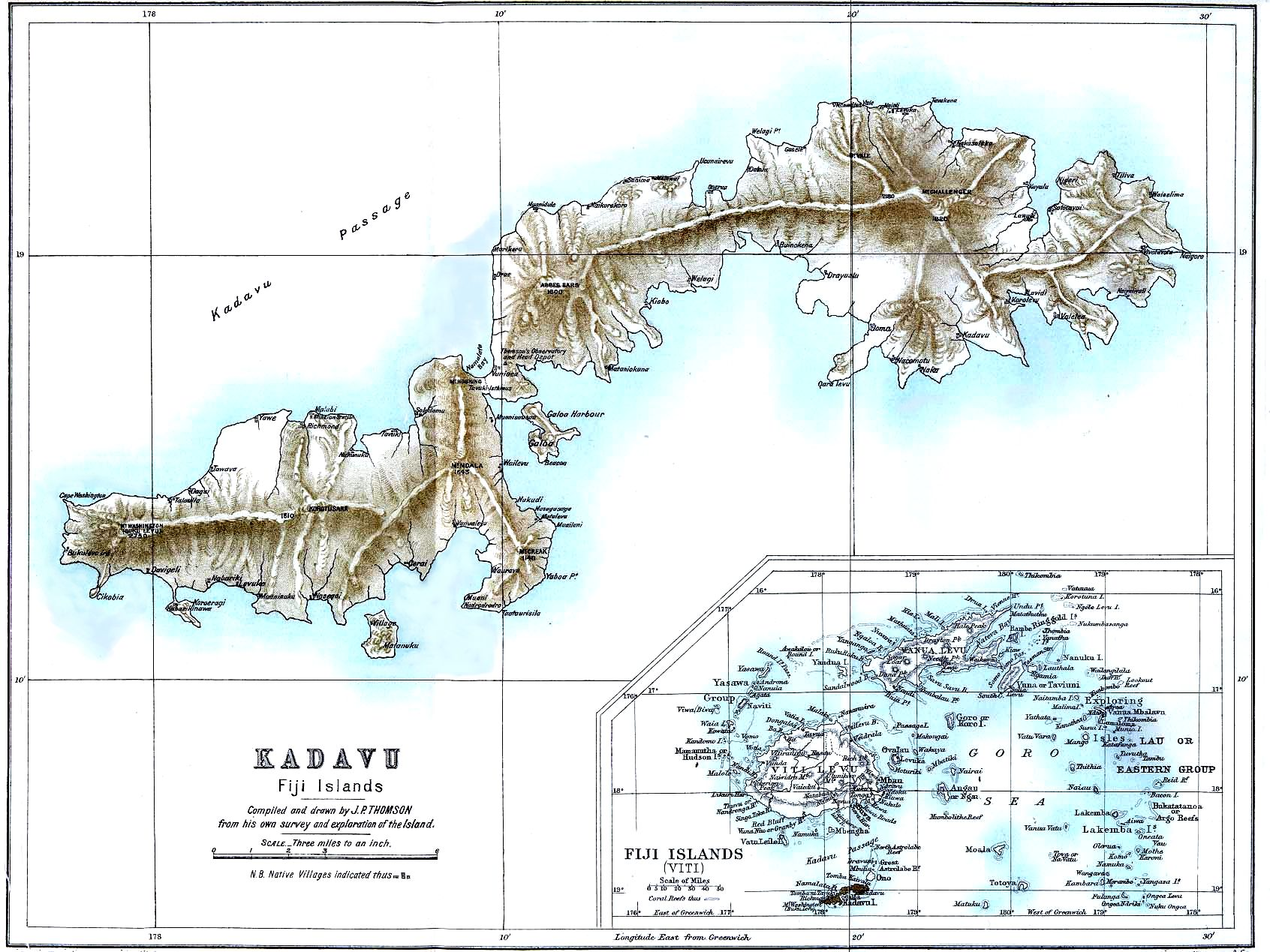
Mapa histórico de Kadavu.

Kadavu es una provincia de la División Este del archipiélago de Fiyi. Tiene un área de 411 km² y una población de 10.167 habitantes, según el censo de 2007. Su densidad es de 19,95 hab./km².